# 葛飾区立花の木小学校
葛飾区立花の木小学校（かつしかくりつ はなのきしょうがっこう）は、東京都葛飾区南水元の区立小学校。

## 概要
1968年（昭和43年）4月8日に開校した。1977年（昭和52年）5月1日に開校10周年記念式典を挙行以降、5月1日が開校記念日となる。
2014年（平成26年）5月現在の児童数は、752名である。
2014年（平成26年）5月8日、当時の天皇・皇后（現在の上皇・上皇后）が「こどもの日訪問」として、本校を訪問した。

## 面積
- 校地面積 - 9821平方メートル（建物敷地 - 5212平方メートル　運動場 - 4700平方メートル）
- 校舎 - 447平方メートル
- 屋内運動場 - 648平方メートル
- 給食室 - 135平方メートル
- プール付属棟 - 42平方メートル

## 教室数
- 普通教室 - 16
- 特別教室 - 11（音楽室2、理科室、図工室、家庭科室、国語少人数教室、わくチャレルーム）
- 準備室 - 3（理科、家庭科、図書）
- 校長室、職員室、事務室、保健室、主事室、調理士休憩室、物品庫、備品室、PTA会議室、和室、放送室

## イベント活動
- チャーハン活動
1～6年生の縦割り班で、毎週金曜日に遊びが行われる。
春には、班ごとで校外にポーチュラカを植える活動が行われている。

## 所在地
- 葛飾区南水元3丁目2-1[5]

アクセス
- JR常磐線金町駅、京成金町線京成金町駅より徒歩12分[6]（経路案内）。